# Rifaina
Rifaina é um município brasileiro do estado de São Paulo. Sua população no Censo 2022 foi de 4.049 habitantes.

## História
Antigo povoado de Arraial do Cervo, na freguesia de Santa Rita do Paraíso - hoje, Igarapava. Rifaina começou a ser povoado por volta de 1860, época em que construíram as primeiras habitações no local, embora a sua igreja já tenha sido construída em 1830.
São considerados seus fundadores o Coronel José Francisco de Paulo, Coronel Manuel Cassiano e o Barão de Rifaina.
A data oficial da fundação do povoado é 13 de maio de 1865. Em 15 de abril de 1873, foi elevado à condição de freguesia, com o nome de Santo Antônio da Rifaina, do município de Franca, dando início ao seu desenvolvimento político-administrativo.

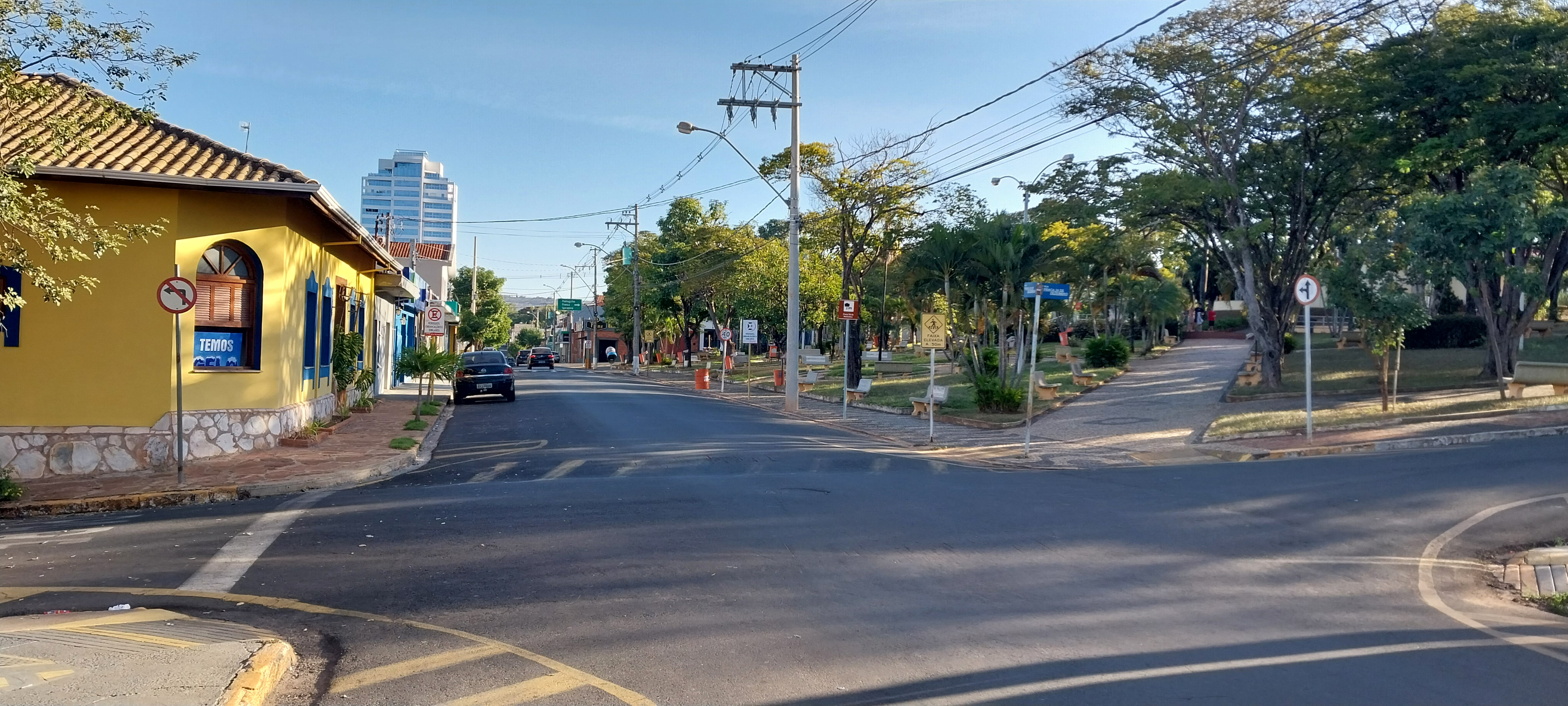
Centro de Rifaina

Nessa época, já apresentava um certo progresso local em virtude da inauguração da estação da Companhia Mogiana de Estradas de Ferro, em 1887. Em 21 de dezembro de 1921, houve a transferência do distrito para o município de Pedregulho, mas foi somente em 24 de dezembro de 1948 que passou a município, com a denominação de Rifaina.

### Formação territorial-administrativa
Histórico da formação do município:
- Antigo povoado de Arraial do Cervo.
- Freguesia criada com a denominação de Santo Antônio da Rifaina, município de Franca, pela Lei nº 58, de 15/04/1873.
- Distrito transferido para o município de Pedregulho pela Lei nº 1.829, de 21/12/1921.
- Município criado pela Lei nº 233, de 24/12/1948.

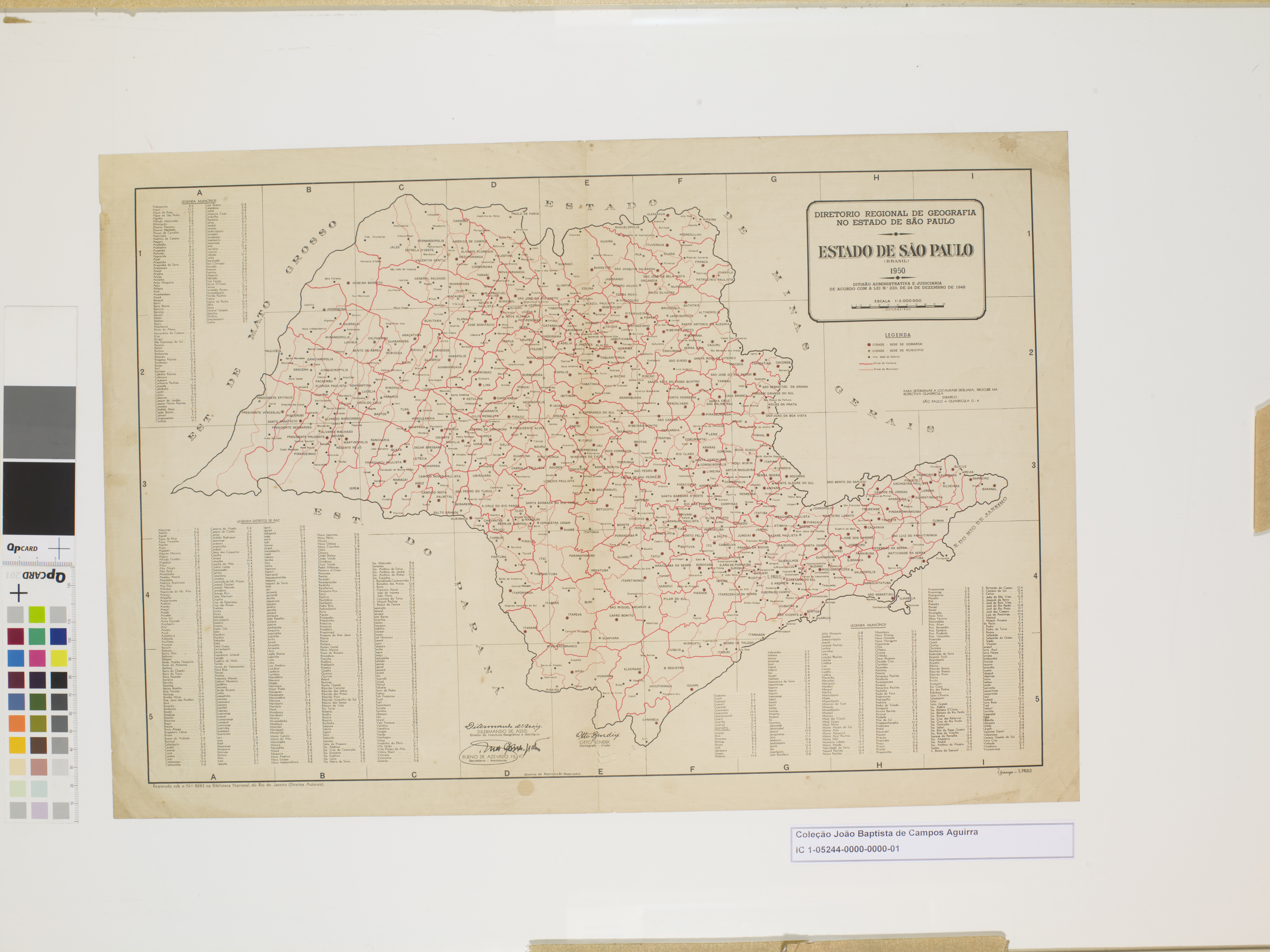
Estado de São Paulo (1948).

## Demografia

### População
| Crescimento populacional                             | Crescimento populacional | Crescimento populacional | Crescimento populacional |
| Ano                                                  | População Total          |                          | %±                       |
| ---------------------------------------------------- | ------------------------ | ------------------------ | ------------------------ |
| 1950                                                 | 3 822                    |                          | —                        |
| 1958                                                 | 3 229                    |                          | −15,5%                   |
| 1960                                                 | 3 970                    |                          | 22,9%                    |
| 1970                                                 | 6 180                    |                          | 55,7%                    |
| 1980                                                 | 3 367                    |                          | −45,5%                   |
| 1991                                                 | 2 897                    |                          | −14,0%                   |
| 2000                                                 | 3 325                    |                          | 14,8%                    |
| 2010                                                 | 3 436                    |                          | 3,3%                     |
| 2022                                                 | 4 049                    |                          | 17,8%                    |
| Est. 2024                                            | 4 158                    | [ 7 ]                    | 2,7%                     |
| Fontes: Censos Demográficos IBGE e Estimativas SEADE |                          |                          |                          |

### Dados demográficos
Dados do Censo - 2000
População total: 3.325
- Urbana: 2.866
- Rural: 459
- Homens: 1.700
- Mulheres: 1.625

Densidade demográfica (hab./km²): 19,38
Mortalidade infantil até 1 ano (por mil): 17,51
Expectativa de vida (anos): 70,36
Taxa de fecundidade (filhos por mulher): 2,19
Taxa de alfabetização: 90,42%
Índice de Desenvolvimento Humano (IDH-M): 0,774
- IDH-M Renda: 0,693
- IDH-M Longevidade: 0,756
- IDH-M Educação: 0,873

(Fonte: IPEADATA)

## Geografia

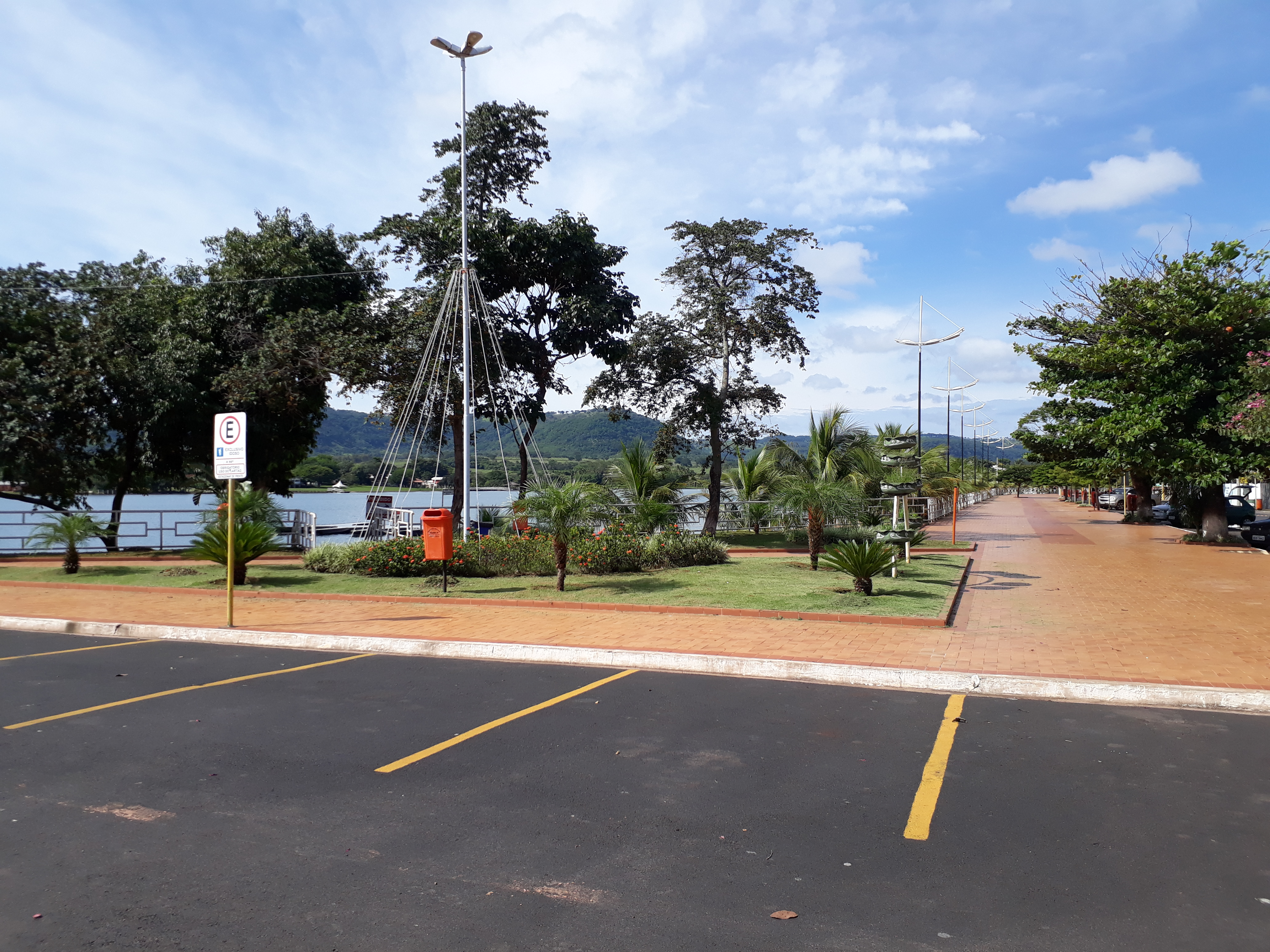
Calçadão da Praia Artificial.

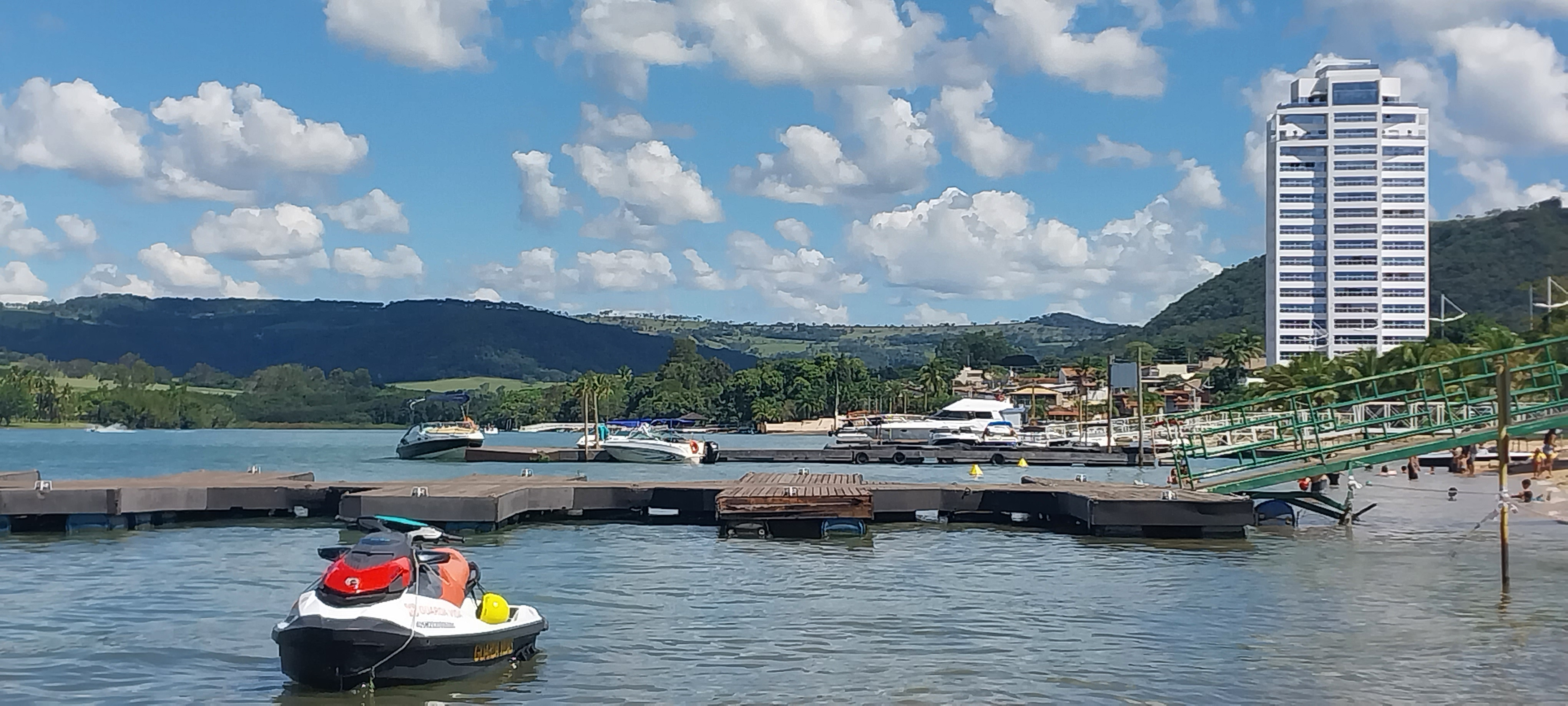
Estrutura Náutica.

Localiza-se a uma latitude 20º04'50" sul e a uma longitude 47º25'17" oeste, estando a uma altitude de 575 metros.

### Hidrografia
- Rio Grande
- Rio São Pedro
- Córrego do Boqueirão
- Córrego do Cervo
- Ribeirão do Bom Jesus
- Córrego das Posses ou Lageado

### Rodovias
- SP-334
- MG-428

### Ferrovias
- Estrada de Ferro Vale do Bom Jesus [12][13]

### Clima
O clima de Rifaina é o tropical com invernos secos (Aw na classificação de Köppen).
| Dados climatológicos para Rifaina                                | Dados climatológicos para Rifaina | Dados climatológicos para Rifaina | Dados climatológicos para Rifaina | Dados climatológicos para Rifaina | Dados climatológicos para Rifaina | Dados climatológicos para Rifaina | Dados climatológicos para Rifaina | Dados climatológicos para Rifaina | Dados climatológicos para Rifaina | Dados climatológicos para Rifaina | Dados climatológicos para Rifaina | Dados climatológicos para Rifaina | Dados climatológicos para Rifaina |
| Mês                                                              | Jan                               | Fev                               | Mar                               | Abr                               | Mai                               | Jun                               | Jul                               | Ago                               | Set                               | Out                               | Nov                               | Dez                               | Ano                               |
| ---------------------------------------------------------------- | --------------------------------- | --------------------------------- | --------------------------------- | --------------------------------- | --------------------------------- | --------------------------------- | --------------------------------- | --------------------------------- | --------------------------------- | --------------------------------- | --------------------------------- | --------------------------------- | --------------------------------- |
| Temperatura máxima média (°C)                                    | 30,5                              | 30,6                              | 30,6                              | 29,8                              | 28,2                              | 27,3                              | 27,7                              | 30,5                              | 31,8                              | 31,6                              | 31,1                              | 30,5                              | 31,8                              |
| Temperatura mínima média (°C)                                    | 19,3                              | 19,4                              | 18,8                              | 16,4                              | 13,8                              | 12,7                              | 12,2                              | 13,8                              | 16,0                              | 17,7                              | 18,2                              | 19,0                              | 12,2                              |
| Precipitação (mm)                                                | 273,0                             | 206,4                             | 187,5                             | 84,7                              | 47,7                              | 19,9                              | 15,9                              | 17,6                              | 67,4                              | 143,6                             | 180,4                             | 287,5                             | 1 531,6                           |
| Fonte: UNICAMP - Centro de Pesquisas Meteorológicas e Climáticas |                                   |                                   |                                   |                                   |                                   |                                   |                                   |                                   |                                   |                                   |                                   |                                   |                                   |

## Política e administração
- Prefeito:  Wilson Alves da Silva Júnior (Júnior da Saúde)
- Vice-prefeito: Alcides Diniz (Cidinho)
- Presidente da câmara: Júlio Carrera

## Infraestrutura

### Comunicações
O sistema de telefones automáticos foi inaugurado na cidade em 1979 pela Telecomunicações de São Paulo (TELESP), sendo a última do estado a receber sistema de telefonia, e que também implantou o sistema de discagem direta à distância (DDD) em 1989 com o código de área (016), para padronização com o sistema telefônico das regiões de Ribeirão Preto e Franca.

## Turismo
A Assembléia Legislativa do Estado de SP – ALESP – aprovou em sessão extraordinária realizada no dia (09/05/17) o Projeto de Lei – PL – que eleva a cidade de Rifaina a Município de Interesse Turístico – MIT. Esta confirmação, foi a realização de um sonho da cidade em avançar na sua principal característica econômica, que é o Turismo, além da votação pelos deputados estaduais, por unanimidade, também foi feita em um telefonema do Governador do Estado, Geraldo Alckmin, ao prefeito Hugo Lourenço, no qual afirmou que sancionará a lei de elevação nas próximas semanas. 
Conforme prometido, o governador Geraldo Alckmin sancionou duas Leis no dia (31/05/17), na Assembleia Legislativa de São Paulo, que oficializa Rifaina e mais 19 cidades paulistas como Municípios de Interesse Turístico (MIT). As referidas já tinham sido aprovadas pela casa. Com isso, Rifaina pode receber anualmente cerca de R$ 550 mil, valor que deverá ser investido em obras e ações destinadas exclusivamente ao setor de turismo.

## Pessoas ilustres
- Tim (futebolista)
- Silvério Neto

## Religião
O Cristianismo se faz presente na cidade da seguinte forma:

### Igreja Católica
| Diocese           | Paróquia      |
| ----------------- | ------------- |
| Diocese de Franca | Santo Antônio |

A Paróquia Santo Antônio foi criada no ano de 1909.

### Igrejas Evangélicas
Entre as igrejas protestantes históricas, pentecostais e neopentecostais, encontram-se na cidade:
- Assembleia de Deus Ministério do Belém.[23][24]
- Congregação Cristã no Brasil.[25]